# Gefleckte Wolfsmilch
Die Gefleckte Wolfsmilch (Euphorbia maculata), auch Gefleckte Zwergswolfsmilch genannt, ist eine Pflanzenart aus der Gattung Wolfsmilch (Euphorbia) innerhalb der Familie der Wolfsmilchgewächse (Euphorbiaceae). Sie ist in der Neuen Welt verbreitet und in vielen gemäßigten Gebieten der Welt ein Neophyt.

## Beschreibung

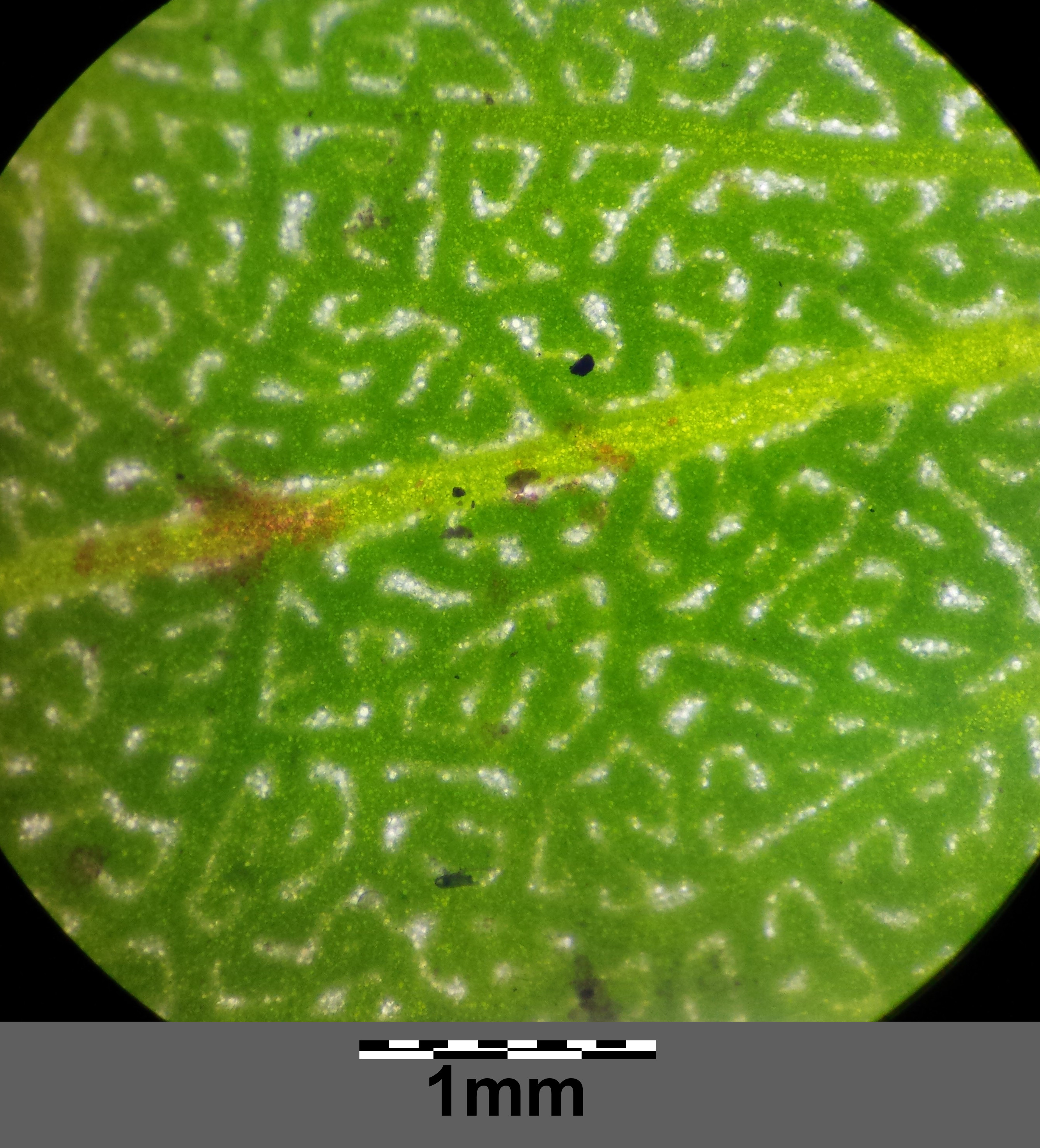
Die Laubblätter weisen das typische marmorierte Nervennetz der C_{4}-Pflanzen auf.

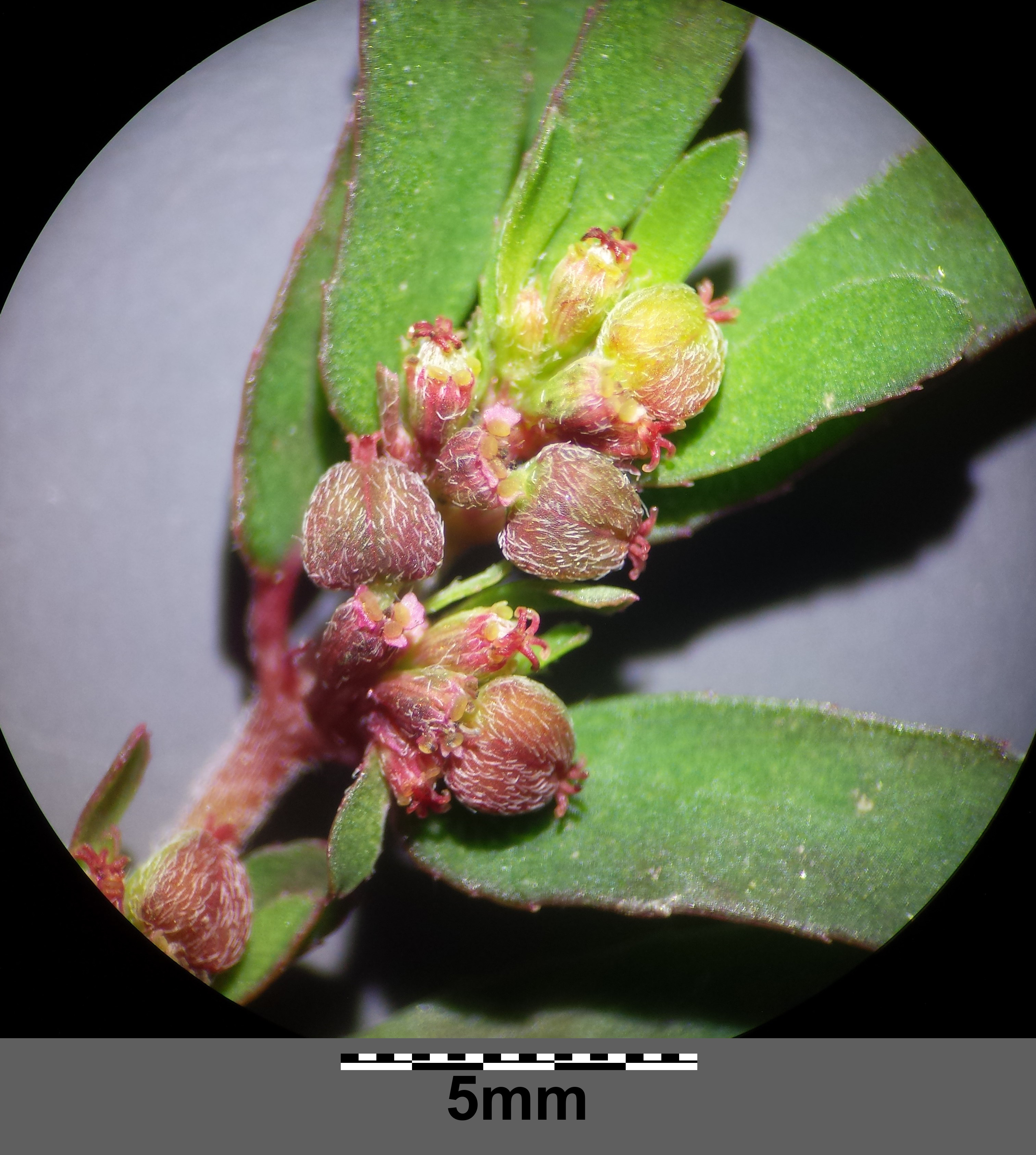
Die Früchte sind auf der ganzen Oberfläche anliegend behaart.

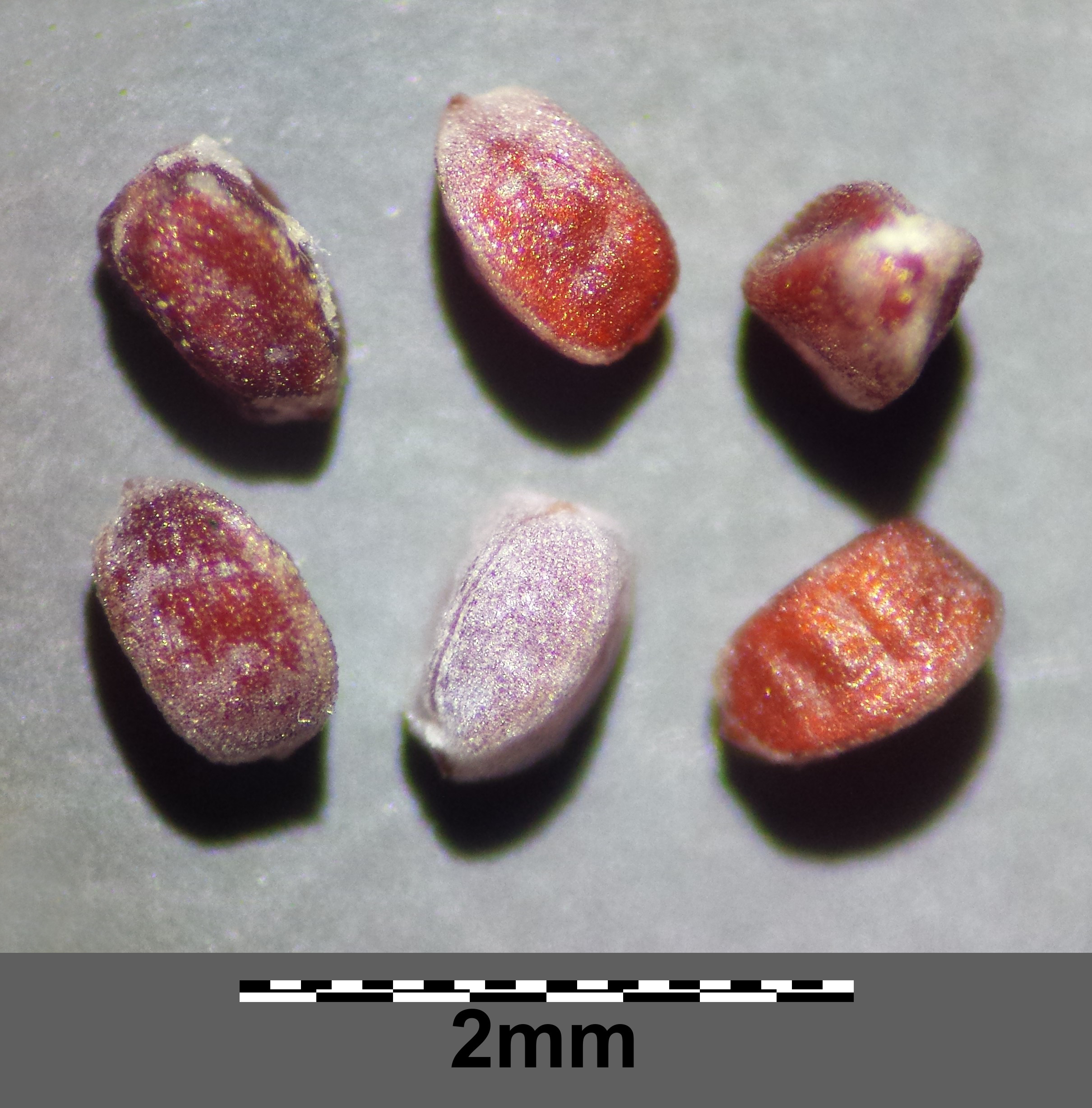
Die Samen weisen drei bis fünf flache Längsfurchen auf.

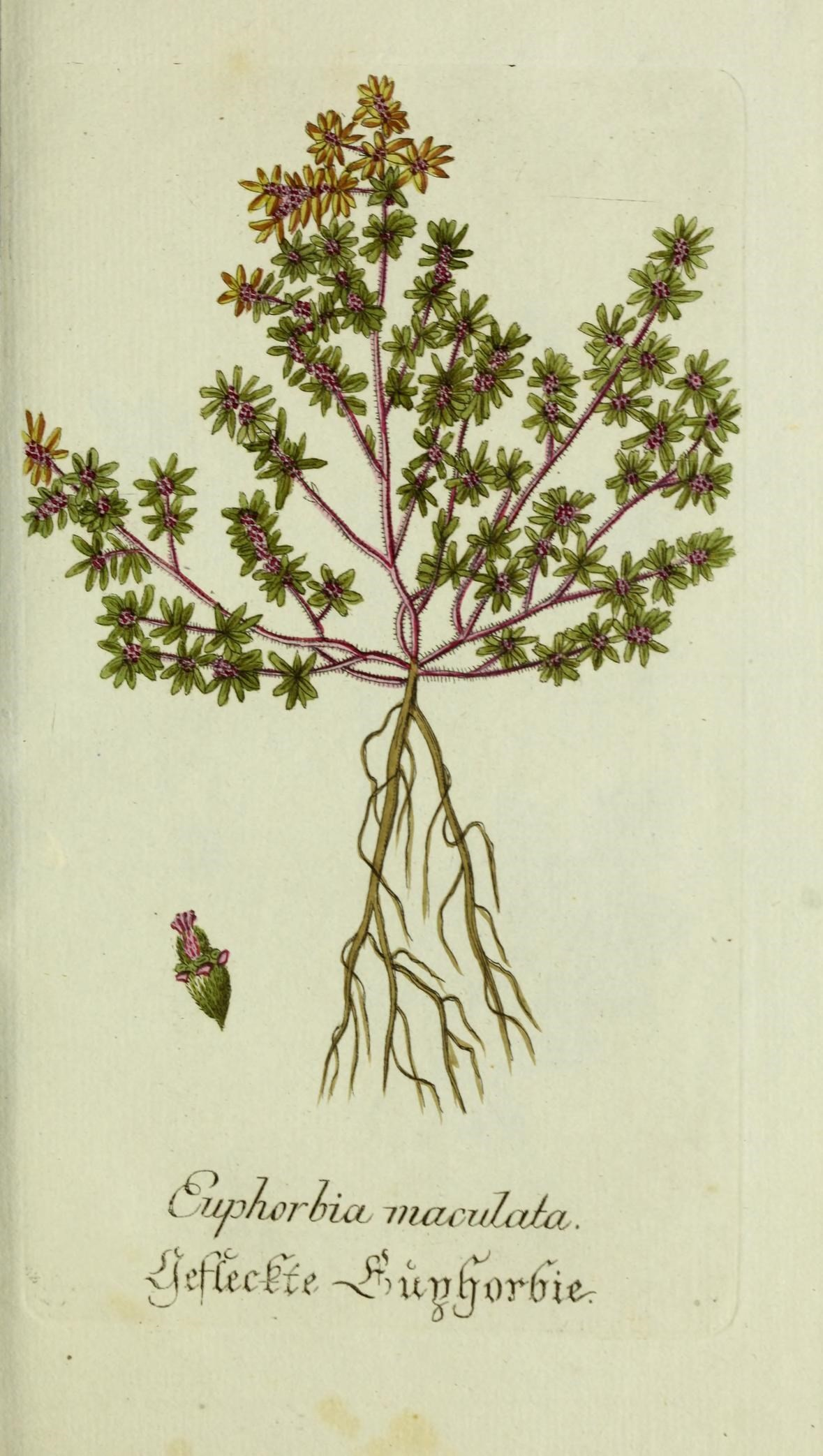
Illustration aus Plantarum indigenarum et exoticarum icones ad vivum coloratae, oder, Sammlung nach der Natur gemalter Abbildungen inn- und ausländischer Pflanzen, für Liebhaber und Beflissene der Botanik

### Vegetative Merkmale
Die Gefleckte Wolfsmilch ist eine einjährige krautige Pflanze, die Wuchshöhen von 2 bis 5 Zentimetern erreicht. Es werden Pfahlwurzeln gebildet. Sie wächst niederliegend, stark verzweigt und ist behaart.
Die gegenständig am Stängel angeordneten Laubblätter sind in sehr kurzen Blattstiel und Blattspreite gegliedert. Die Blattspreite ist bei einer Länge von 5 bis 9 Millimetern sowie einer Breite von 2 bis 4 Millimetern eiförmig bis lineal-länglich. Ihr Rand ist von der Mitte bis zur Spitze hin fein gezähnelt. Die Blattoberseite weist oftmals einen dunklen Fleck auf. Alle Nebenblätter sind voneinander getrennt, sie sind lanzettlich-pfriemlich und fransig gezähnt.

### Generative Merkmale
Die Cyathien sind grün. Die Drüsen des Hüllbechers sind oval und weiß oder rötlich gefärbt.
Die Kapselfrüchte sind gleichmäßig anliegend behaart. Die Samen sind rotbraun, später grau und sind von Querrunzeln durchzogen.
Die Chromosomenzahl beträgt 2n = 28.

## Vorkommen
Euphorbia maculata ist in der Neuen Welt vom südöstlichen Kanada über die USA und Mexiko bis Belize weitverbreitet und umfasst Kuba sowie die Bahamas. Als Neophyt kommt Euphorbia maculata in Süd- und Mitteleuropa vor und ist hier vielerorts wie auch in anderen Ländern Asiens, Afrikas und der Neuen Welt eingebürgert. Auch in Neuseeland und Australien ist sie ein Neophyt, Euphorbia maculata in einigen Ländern wird sie als invasive Art bewertet.
Die Gefleckte Wolfsmilch wächst in Mitteleuropa in Trittgesellschaften auf Wegen und in Pflasterfugen, z. B. auf Friedhöfen, Industriebrachen und Bürgersteigen. Hier wächst sie in Mitteleuropa oft in der Trittrasengesellschaft des Vogelknöterichs (Polygonetum calcati), ist aber eine Charakterart der Ordnung Plantaginetalia majoris. Sie gedeiht am besten in trockenwarmen, nährstoffreichen, meist feinerdearmen Sandböden.
Die ökologischen Zeigerwerte nach Landolt et al. 2010 sind in der Schweiz: Feuchtezahl F = 1+w (trocken aber mäßig wechselnd), Lichtzahl L = 4 (hell), Reaktionszahl R = 3 (schwach sauer bis neutral), Temperaturzahl T = 4+ (warm-kollin), Nährstoffzahl N = 3 (mäßig nährstoffarm bis mäßig nährstoffreich), Kontinentalitätszahl K = 2 (subozeanisch).

## Taxonomie
Die Erstveröffentlichung von Euphorbia maculata erfolgte 1753 durch Carl von Linné in Species Plantarum, Band 1, S. 455. Das Artepitheton maculata bedeutet gefleckt. Synonyme für Euphorbia maculata L. sind : Anisophyllum maculatum (L.) Haw., Chamaesyce maculata (L.) Small, Chamaesyce jovetii (Huguet) Holub, Chamaesyce pseudonutans Thell., Chamaesyce supina (Raf.) H.Hara, Chamaesyce tracyi Small, Tithymalus maculatus (L.) Moench, Xamesike depressa (Torr. ex Spreng.) Raf., Xamesike littoralis Raf., Xamesike maculata (L.) Raf., Xamesike supina (Raf.) Raf., Euphorbia depressa Torr., Euphorbia jovetii Huguet, Euphorbia supina Raf., Euphorbia maculata var. detonsa Engelm. ex Boiss., Euphorbia maculata var. parvula Riddell.